# Monte Libano
Monte Libano är en ort i Mexiko.   Den ligger i kommunen Teopisca och delstaten Chiapas, i den sydöstra delen av landet, 800 km öster om huvudstaden Mexico City. Monte Libano ligger 2 152 meter över havet och antalet invånare är 180.
Terrängen runt Monte Libano är kuperad åt nordost, men åt sydväst är den bergig. Runt Monte Libano är det ganska tätbefolkat, med 104 invånare per kvadratkilometer. Närmaste större samhälle är San Cristóbal de las Casas, 18,9 km nordväst om Monte Libano. I omgivningarna runt Monte Libano växer huvudsakligen savannskog.